# Landgoed Villandry
Landgoed Villandry is gelegen op een bosrijk perceel van 20 ha tegen de uitlopers van een stuwwal. Het landgoed ligt in de wijk Kwakkenberg in de Nederlandse gemeente Nijmegen en is vanaf de Groesbeekseweg te bereiken via een 350 meter lange, glooiend omhooglopende oprijlaan waarlangs Amerikaanse eiken staan. Op het landgoed staan een villa in neoclassicistische stijl (ook: Huize Villandry of Villa Villandry) (bouwjaar 1904) en een tuinmanswoning (bouwjaar 1938). Bijbehorende boerderij en koetshuis zijn in 1996 afgebroken.
In 1909 werd in de villa een herstellingsoord gevestigd voor personeel van spoor- en tramweg.  Tussen 1926 en 1931 werd even ten oosten van Villa Villandry aan de Bosweg een tweede villa op het landgoed gebouwd, genaamd Kinderhuis Villandry (ook: Kinderherstellingsoord Villandry). Deze villa had dezelfde bestemming als herstellingsoord, maar was bedoeld voor de kinderen van spoor- en tramwegpersoneel.
Tot 1915 lag het landgoed nog op het grondgebied van de gemeente Groesbeek. De villa werd in 1996 aangewezen als gemeentelijk monument. In 1998 werd op het terrein een appartementencomplex in gebruik genomen.

## Ontwerp
Villa Villandry werd in 1904 in opdracht van Charles Blanckenhagen gebouwd. Tot 1909 woonde hij met zijn gezin op het landgoed. Blanckenhagen werd op 25 juli 1855 geboren in Surabaya op Java (Nederlands-Indië). Hij werkte als commissaris voor de Maatschappij tot Exploitatie van de Suikerfabriek Djati, het bedrijf dat in 1847 door zijn vader was opgericht.
Villandry is vernoemd naar de moeder van Blanckenhagens tweede vrouw, Joséphine d'Harvant Bigot de Villandry. Op de zijkanten van het gebouw zijn de familiewapens van de families Frőhlich Hubert / d'Harvant Bigot de Villandry en Blanckenhagen te zien. De villa kent een symmetrisch ontwerp, waarbij aan de voorzijde de hoge pilasters, het driehoekige fronton en het torentje in het oog vallen. Dit witte torentje is duidelijk geïnspireerd op de klokkentoren van het Paleis op de Dam.

In 1926 werd de villa verbouwd en uitgebreid met aan weerszijden aangebouwde vleugels. Het ontwerp van deze uitbreiding is van de Hilversumse architect Everwijn Verschuyl (1871-1954) die ook Kinderhuis Villandry heeft vorm gegeven. De aanbouw kwam qua stijl niet geheel overeen met de villa en is bij de bouw van de appartementen - begin jaren ’90 -  weer teniet gedaan.

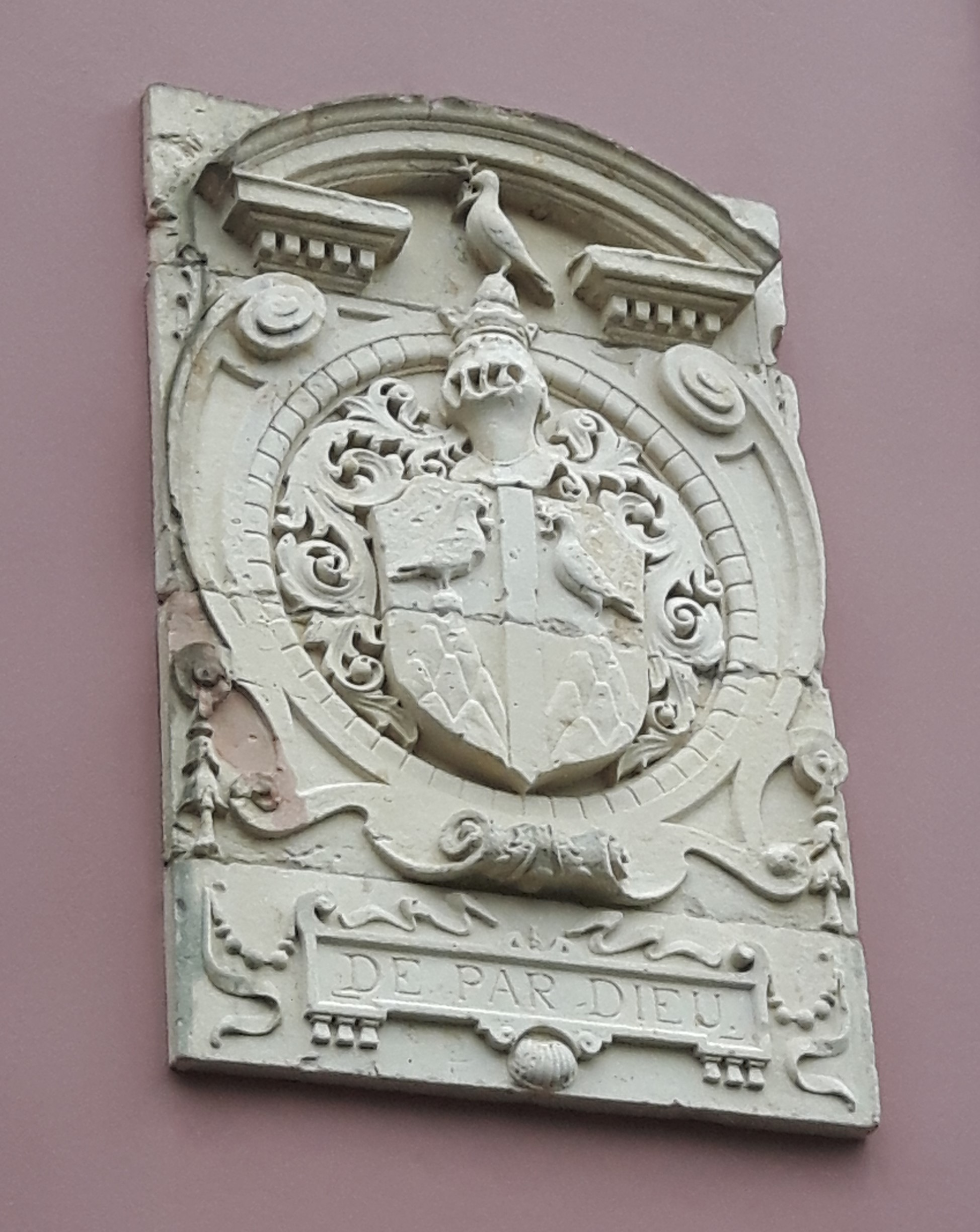
Familiewapen Blanckenhagen
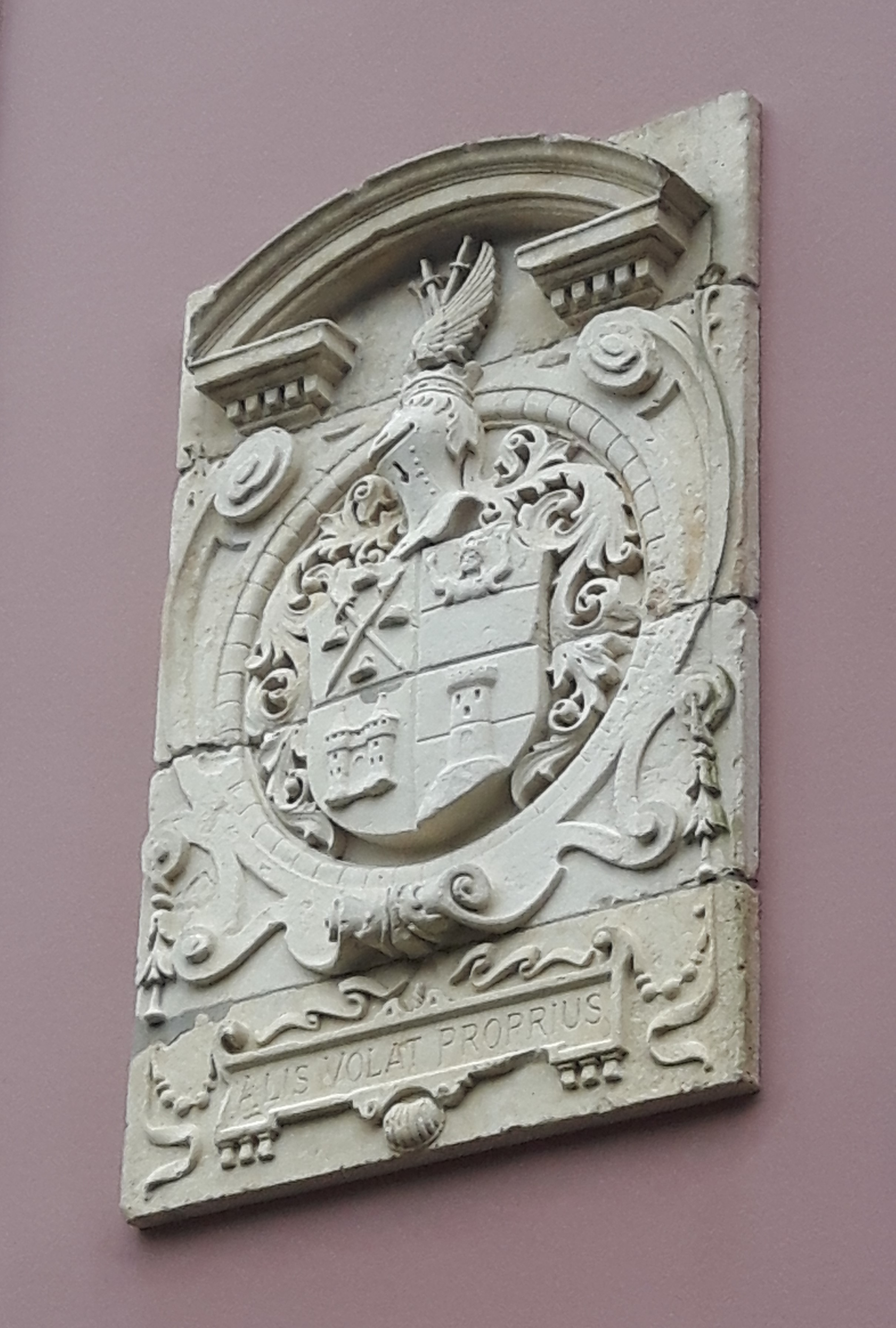
Familiewapen     d'Harvant Bigot de Villandry

## Functie
Blanckenhagen verhuurde Villandry in 1909 aan de in 1907 opgerichte "Vereeniging tot stichting en exploitatie van een Herstellingsoord voor Spoor- en Tramwegpersoneel'' die er een herstellingsoord voor spoorweg- en trampersoneel vestigde. Het herstellingsoord werd, zonder noemenswaardige aanpassingen van de villa, op 15 maart 1909 feestelijk geopend. Na afloop van de vijftienjarige huurperiode werd het landgoed in 1926 door de Vereeniging aangekocht. Vanaf dat moment telde het gebouw 55 kamers en was het een van de grotere herstellingsoorden in Nederland.
De patiënten waren veelal overwerkt en sommigen leden aan tuberculose. Met name de weldadige rust in de mooie natuur en de goede verzorging moesten bijdragen aan het beoogde herstel. Tussen 1909 en 1969 werden 13.690 patiënten verpleegd gedurende 548.486 verpleegdagen.

## Tweede Wereldoorlog
Tijdens de Tweede Wereldoorlog was het aantal plaatsen voor patiënten enigszins beperkt. Er is slechts éénmaal door de Duitse bezetter een poging gedaan om het herstellingsoord te vorderen en wel in september 1944, maar door de snelle opmars van de geallieerde bevrijders ging dat niet door. Aan het einde van de oorlog dient Villandry als opvangplaats voor evacués en daklozen en vanaf november 1944 - toen Nijmegen frontstad was geworden - als noodziekenhuis. Pas na renovatie en modernisering kreeg het complex rond 1946 zijn functie als herstellingsoord terug.

## Huidige situatie
Het herstellingsoord heeft tot 1988 gefunctioneerd. Nadat staatssecretaris (1986-1989) Dick Dees van het Ministerie van Welzijn, Volksgezondheid en Cultuur (WVC) de exploitatiesubsidie voor alle herstellingsoorden had stopgezet, werd Herstellingsoord Villandry gesloten, net als diverse andere in Nederland. Toen het gebouw zijn functie had verloren, werden de aangebouwde vleugels gesloopt en in de oorspronkelijke villa werden zes appartementen gerealiseerd door E.G.M.Architecten. Hun plan voorzag verder in een tweetal vrijstaande gebouwen, ter weerszijden van de eveneens in oude glorie herstelde Franse tuin, met daarin in totaal 48 appartementen, Het totale complex werd op 12 juni 1998 officieel in gebruik genomen.